# Jánossy Lajos (teológus)
Jánosi Jánossy Lajos (Komárom, 1903. március 8. - Budapest, 1976. november 21.) evangélikus lelkész, teológus.

## Élete
Szülei Jánossy Lajos (1868–1939) a régi Fejér-komáromi Evangélikus Egyházmegye utolsó főesperese, a révkomáromi gyülekezet vezetője és Trugly Ilona (1879–1960). Testvére Frank-Kiss Jenőné Jánossy Ilona. Felesége Petrogalli Klára (1918–1973), fiuk Jánossy Lajos. Nagybátyja Jánossy Gábor (1870-1945) jogász, országgyűlési képviselő volt. 
1921-ben a Komáromi bencés gimnáziumban érettségizett. 1921–1923 között a Budapestre menekült pozsonyi-eperjesi Evangélikus Teológiai Akadémián, majd 1923–1925 között a pécsi Erzsébet Tudományegyetem soproni Evangélikus Hittudományi Karán tanult tovább. 1925–1926-ban tovább tanult a lipcsei, a rostocki és 1926-1927-ben az Uppsalai Egyetemen. 1927-ben felszentelték. Előbb 1927-1929 között a révkomáromi gyülekezet segédlelkésze majd, 1929-1934 között lelkipásztora volt. Közben 1932-ben Sopronban teológiai doktori oklevelet szerzett. 1934-től az Erzsébet Tudományegyetem soproni Evangélikus Hittudományi Karán a gyakorlati teológia rendkívüli, majd 1938-tól nyilvános rendes tanára  egészen 1950-es nyugdíjazásáig. 1946-1949 között a kar dékánja volt. Ezután 1951-1957 között Sopronban, majd 1957-1961 között Budapesten kisegítő lelkész. Többek között a budapesti skandináv nagykövetségek lelkészeként is működött.
A Dunáninneni Egyházkerület törvényszéki bírája. Az Egyetemes Egyházi Lelkészképesítő Bizottság tagja. A Prágában tanuló magyar evangélikus egyetemi ifjúság lelki gondozásának megszervezője. 1929-ben a Koppenhágában megtartott II. Egyetemes Egyházi Konventen az egész felvidéki magyar evangélikus közösség hivatalos delegátusa.
A Farkasréti temetőben nyugszik.

## Művei
- 1929 Az evangélikus anyaszentegyház II. egyetemes konventje. Evangélikus Naptár 1930-ra. Rozsnyó.
- 1932 Az evangélikus liturgia megújhodása történeti és elvi alapon. Teológiai doktori értekezés. Budapest.
- 1936 Az evangélikus gyülekezet sajátos életformái XVI. századi rendtartások nyomán. Rektori beszéd. A m. kir. Erzsébet Tudományegyetem 1935–1936. évi tanévi irataiból. Pécs.
- 1938 Templomaink. – Az egyházi helyzet a Felvidéken. Keresztyén Igazság.
- 1942 A XVI. század magyar istentiszteleti öröksége. „Harc az evangélikus istentiszteletért.” Győr.

Teológusként elsősorban az evangélikus egyház és gyülekezetek 16. századi történetével, valamint az evangélikus liturgia kialakulása történetének sajátosságaival foglalkozott.